# Kromstaart (plant)
Kromstaart (Parapholis incurva) is een grassoort.